# Марлтон (Меріленд)
Марлтон (англ. Marlton) — переписна місцевість (CDP) в США, в окрузі Графство принца Георга штату Меріленд. Населення — 9802 особи (2020).

## Географія
Марлтон розташований за координатами 38°45′40″ пн. ш. 76°47′12″ зх. д. / 38.76111° пн. ш. 76.78667° зх. д. (38.761091, -76.786539).  За даними Бюро перепису населення США в 2010 році переписна місцевість мала площу 15,41 км², з яких 15,37 км² — суходіл та 0,04 км² — водойми.

## Демографія
Згідно з переписом 2010 року, у переписній місцевості мешкала 9031 особа в 3293 домогосподарствах у складі 2441 родини. Густота населення становила 586 осіб/км².  Було 3498 помешкань (227/км²).
Расовий склад населення:
| - 80,3 % — чорних або афроамериканців - 13,1 % — білих - 1,5 % — азіатів - 0,6 % — корінних американців - 0,1 % — вихідців з тихоокеанських островів |

До двох чи більше рас належало 3,6 %. Частка іспаномовних становила 2,6 % від усіх жителів.
За віковим діапазоном населення розподілялося таким чином: 27,3 % — особи молодші 18 років, 64,9 % — особи у віці 18—64 років, 7,8 % — особи у віці 65 років та старші. Медіана віку мешканця становила 37,7 року. На 100 осіб жіночої статі у переписній місцевості припадало 81,9 чоловіків;  на 100 жінок у віці від 18 років та старших — 76,2 чоловіків також старших 18 років.
Середній дохід на одне домашнє господарство  становив 111 971 долар США (медіана — 100 502), а середній дохід на одну сім'ю — 114 880 доларів (медіана — 104 803). Медіана доходів становила 65 268 доларів для чоловіків та 61 250 доларів для жінок. За межею бідності перебувало 3,8 % осіб, у тому числі 6,4 % дітей у віці до 18 років та 4,9 % осіб у віці 65 років та старших.
Цивільне працевлаштоване населення становило 5166 осіб. Основні галузі зайнятості: освіта, охорона здоров'я та соціальна допомога — 26,3 %, публічна адміністрація — 20,0 %, науковці, спеціалісти, менеджери — 14,2 %, роздрібна торгівля — 9,3 %.